# El amor de mi vida (telenovela)
Jean (trad.: O amor da minha vida) é uma telenovela mexicana produzida e exibida pela Azteca em 1998. 
Foi protagonizada por Claudia Ramírez, José Angel Llamas e Verónica Merchant e antagonizada por Eileen Abad e Jesús Ochoa.

## Enredo
Ana e Daniel, um casal moderno, estão começando a ver a relação deles se desintegrar depois de 9 anos de matrimonio. Ana tem 28 anos e depois de haver sacrificado sua própria carreira para ajudar a seu marido a construir a sua e para elevar a sua filha Ana Elisa, ela fica destroçada quando descobre que Daniel a engana com uma amante, Patricia.

## Elenco
- Claudia Ramírez - Ana Valdez
- José Ángel Llamas - Daniel Suárez
- Verónica Merchant - Clarisa Villaseñor
- Ernesto Gómez Cruz - Faustino Valdez
- Ana Ofelia Murguía - Mamá Lupe
- Martha Navarro - Ofelia de Valdez
- Eileen Abad - Patricia
- Patricio Wood - Elías Mendoza
- Rafael Sánchez-Navarro - Miguel Ángel Castañeda
- Jesús Ochoa - Leopoldo Mirabal
- Roberto Sosa - El Chino
- Martín Altomaro - Aníbal
- Emilio Guerrero - Cabrera
- Patricia Llaca - Angela
- Eugenia Leñero - Mayra
- Enoc Leaño - Anselmo
- Eliana López - Rocío
- Diego Luna - Claudio Mendoza
- Liat Heras Sclar - Ana Elisa
- Raúl Méndez - Rodrigo
- Daniel Martínez - Darío
- Ari Telch - Jorge
- Mercedes Olea - Adriana
- Alejandra Prado - Silvia
- Gabriela Canudas - Pilar
- María Rojo - Sagrario Verti
- Ana Laura Espinosa - Irma Langarica
- Juan Carlos Remolina
- Abe Heras Sclar - Diego
- Dora Cordero
- Juan Carlos Barreto - Luis
- Rosa Furman
- María del Carmen Farías
- Salvador Zerboni